# Malý Polom
Malý Polom este o arie protejată (arie specială de conservare — SAC, sit de importanță comunitară — SCI) din Slovacia întinsă pe o suprafață de 208,62 ha, integral pe uscat.

## Localizare
Centrul sitului Malý Polom este situat la coordonatele 49°29′54″N 18°36′16″E / 49.498333°N 18.604444°E.

## Înființare
Situl Malý Polom a fost declarat sit de importanță comunitară în octombrie 2011 pentru a proteja 50 de specii de animale. Situl a fost protejat și ca arie specială de conservare în august 2011.

## Biodiversitate
Situată în ecoregiunea alpină, aria protejată conține 5 habitate naturale: Mlaștini împădurite, Păduri acidofile de Picea de la nivel montan la nivel alpin (Vaccinio-Piceetea), Păduri de fag Luzulo-Fagetum, Mlaștini turboase de tranziție și turbării mișcătoare, Păduri de fag Asperulo-Fagetum.
La baza desemnării sitului se află mai multe specii protejate:
- păsări (46): uliu porumbar (Accipiter gentilis), uliu păsărar (Accipiter nisus), minunița (Aegolius funereus), fâsă de pădure (Anthus trivialis), lăstunul mare (Apus apus), cucuvea (Athene noctua), cocoșul de mesteacăn (Bonasa bonasia), șorecarul comun (Buteo buteo), scatiu (Carduelis spinus), cojoaica de pădure (Certhia familiaris), barză neagră (Ciconia nigra), botgros (Coccothraustes coccothraustes), porumbel gulerat (Columba palumbus), corb (Corvus corax), cuc (Cuculus canorus), ciocănitoare cu spate alb (Dendrocopos leucotos), Dendrocopos major canariensis, ciocănitoare neagră (Dryocopus martius), măcăleandru (Erithacus rubecula), cinteză (Fringilla coelebs), gaiță (Garrulus glandarius), ciuvică (Glaucidium passerinum), forfecuță gălbuie (Loxia curvirostra), codobatură galbenă (Motacilla alba), codobatură de munte (Motacilla cinerea), alunar (Nucifraga caryocatactes), pițigoi de brădet (Parus ater), pițigoi moțat (Parus cristatus), Parus montanus, codroș de munte (Phoenicurus ochruros), pitulice de munte (Phylloscopus collybita), pitulice sfârâitoare (Phylloscopus sibilatrix), pitulice-fluierătoare (Phylloscopus trochilus), ciocănitoare de munte (Picoides tridactylus), brumăriță de pădure (Prunella modularis), mugurarul (Pyrrhula pyrrhula), aușel cu cap galben (Regulus regulus), țiclete (Sitta europaea), huhurez mic (Strix aluco), silvie cu cap negru (Sylvia atricapilla),  cocoș de munte (Tetrao urogallus), pănțărușul (Troglodytes troglodytes), mierlă (Turdus merula), sturz-cântător (Turdus philomelos), mierlă gulerată (Turdus torquatus), sturzul de vâsc (Turdus viscivorus)
- amfibieni (1): izvoraș-cu-burta-galbenă (Bombina variegata)
- mamifere (3): lupul (Canis lupus), râs eurasiatic (Lynx lynx), urs brun (Ursus arctos)

Pe lângă speciile protejate, pe teritoriul sitului au mai fost identificate 14 specii de plante, 1 specie de păsări, 11 specii de mamifere.